# Поль (Аверон)
Поль (фр. и окс. Paulhe) — коммуна во Франции, находится в регионе Окситания. Департамент — Аверон. Входит в состав кантона Восточный Мийо. Округ коммуны — Мийо.
Код INSEE коммуны — 12178.
Коммуна расположена приблизительно в 530 км к югу от Парижа, в 150 км северо-восточнее Тулузы, в 50 км к юго-востоку от Родеза.

## Население
Население коммуны на 2008 год составляло 346 человек.
| 1962 | 1968 | 1975 | 1982 | 1990 | 1999 | 2008 |
| ---- | ---- | ---- | ---- | ---- | ---- | ---- |
| 184  | 150  | 171  | 231  | 288  | 312  | 346  |

## Экономика

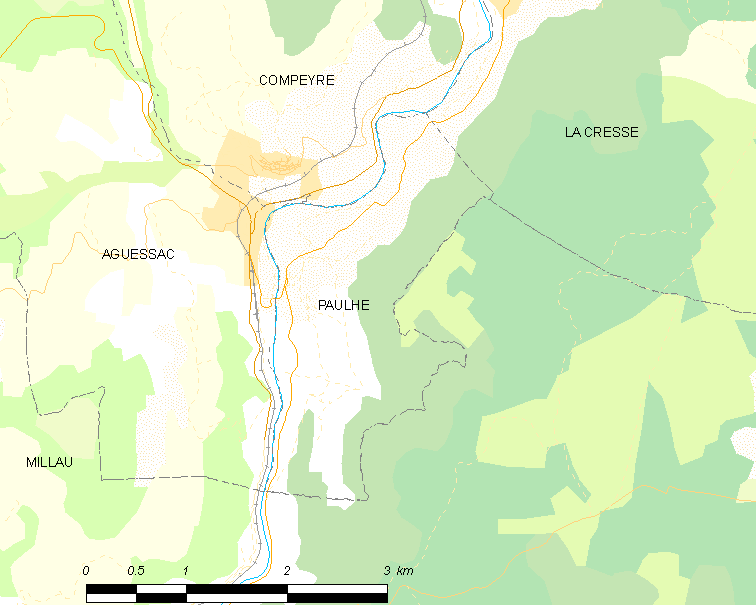
Карта коммуны

В 2007 году среди 245 человек в трудоспособном возрасте (15—64 лет) 164 были экономически активными, 81 — неактивными (показатель активности — 66,9 %, в 1999 году было 75,3 %). Из 164 активных работали 154 человека (85 мужчин и 69 женщин), безработных было 10 (5 мужчин и 5 женщин). Среди 81 неактивных 18 человек были учениками или студентами, 46 — пенсионерами, 17 были неактивными по другим причинам.